# Philosophie aztèque
 (septembre 2019).
Si vous disposez d'ouvrages ou d'articles de référence ou si vous connaissez des sites web de qualité traitant du thème abordé ici, merci de compléter l'article en donnant les références utiles à sa vérifiabilité et en les liant à la section « Notes et références ».
La philosophie aztèque est la philosophie des peuples nahuas unis par la langue nahuatl au sein de l'empire aztèque. Athènes avait une brillante tradition de la rhétorique, du théâtre lyrique et bien sûr de la philosophie. Ce fut également le cas de Tenochtitlan et des autres villes de la Triple-Alliance, qui eurent un corpus de texte encore plus vaste que ceux des Grecs. Les thèmes principaux de la philosophie aztèque sont le monisme, le dualisme, et l'esthétique. La question principale à laquelle les philosophes aztèques ont tenté d'apporter une réponse est celle de la permanence de la vie humaine dans un monde éphémère.

## Principaux concepts

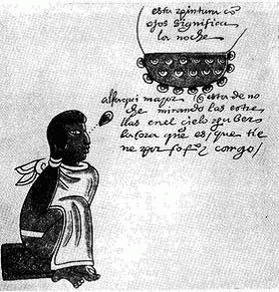
Tlamatini observant les étoiles Codex Mendoza

Les philosophes aztèques (tlamatine, singulier : tlamatini, qui se traduit par « celui qui sait quelque chose ») n'ont pas subdivisé la philosophie en disciplines distinctes, comme la métaphysique, l'épistémologie, l’éthique et l'esthétique, mais l'ont conçue comme un tout qui s'exprime à travers la poésie, la peinture et la musique (« In xochitl in cuicatl », littéralement : les fleurs et les chants). Il est cependant possible d'en dégager les principaux concepts.

### Métaphysique

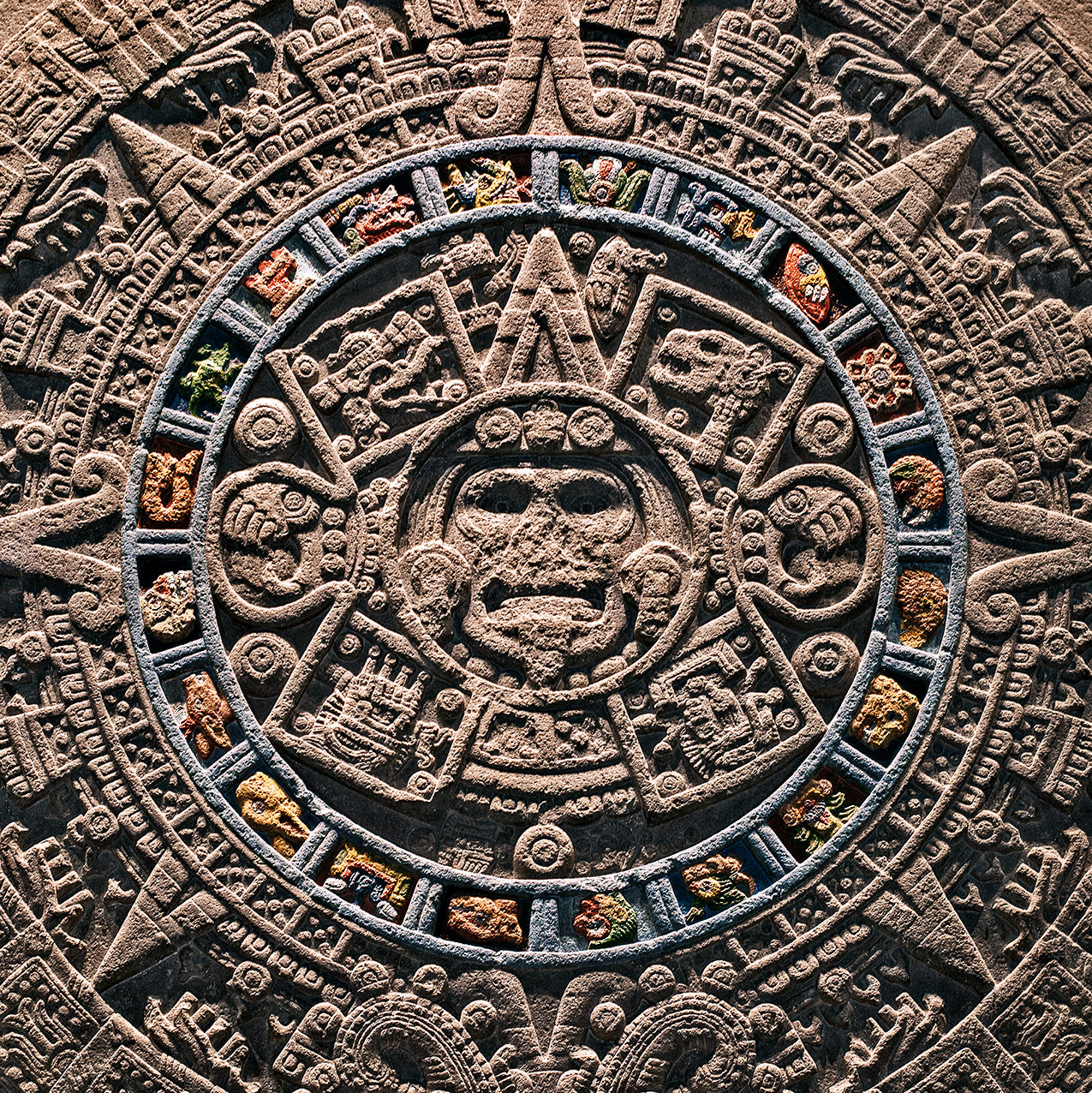
Sculptés sur la Pierre du Soleil dans une configuration circulaire, les 20 glyphes temporels (colorisation didactique). La lecture se fait de midi et dans le sens contraire aux aiguilles d'une montre.

Au cœur de la philosophie aztèque se trouve un monisme dynamique. Il existe un principe unique simultanément immanent, en ce qu'il est manifeste dans chaque phénomène et transcendant, en ce qu'il n'est entièrement contenu dans aucun d'entre eux. C'est une énergie sacrée d'essence dynamique qui se régénère et engendre le cosmos éternellement ; les Nahuas l'appelaient teotl. Le cosmos n'est pas créé et ne se distingue pas de teotl, il en est l'auto-transformation ; teotl n'est ni être ni non-être mais devenir. Cette dynamique confère une dimension dualiste à la philosophie aztèque ; les dichotomies personnel/impersonnel, animé/inanimé, vie/mort, masculin/féminin sont des facettes opposées de teotl qui se succèdent éternellement et qu'il transcende dans une dialectique dualiste. Cette dualité, s'exprime dans la théologie aztèque par la division d'Ometeotl, sorte d'entité suprême immatérielle, en les divinités Ometecuhtli, qui représente l'essence masculine de la création et Omecihuatl, qui en représente l'essence féminine. L'esprit humain ne peut toutefois appréhender teotl qu'à travers la myriade de ses aspects, personnifiés par les dieux du panthéon aztèque et manifestés notamment dans les Ixiptla.
Pour les tlamatine, l'espace et le temps forment un continuum indissociable qui est la manifestation du déploiement dynamique de teotl. Les quatre directions cardinales, par exemple, sont simultanément les directions de l'espace et du temps. Cela explique l'importance de l'astronomie et du calendrier pour les aztèques. Les cycles du calendrier gouvernent l'existence humaine. La date de naissance d'une personne dans le tonalpohualli détermine son tonalli. L'existence terrestre est une suite d'images et de symboles peints-écrits par Teotl sur son amoxtli (livre) sacré. Le célèbre tlamatini et souverain de Texcoco, Nezahualcoyotl (1402-1472), chantait :
C’est avec des fleurs que tu peins, ô Source de vie !

Avec des chants Tu crées la couleur, avec des chants tu crées la vie sur la terre.

Plus tard, Tu détruiras les aigles et les tigres : nous ne vivons que dans ta peinture ici, sur la terre.

Avec l'encre noire, tu effaceras tout ce qui était l'amitié, la fraternité, la noblesse.

Tu donnes de l'ombre à ceux qui vivront sur la terre...

nous ne vivons que dans Ton livre de peintures, ici sur la terre.

(Romances de los señores de Nueva España, fol.35 r., traduit par León-Portilla 1992:83).

### Éthique
L'éthique aztèque considère l'équilibre et la pureté comme l'état idéal, possédant une valeur intrinsèque, que les êtres humains doivent s'efforcer d'atteindre. Teotl est la source ultime de cette valeur intrinsèque, puisque l'équilibre et la pureté en sont des attributs. L'éthique aztèque nomme la conduite moralement juste "in quallotl in yecyotl", c'est-à-dire ce qui est « approprié » et « assimilable » par les humains au sens où cela contribue à leur équilibre et à leur pureté. La voie la plus sûre et la plus sage pour y parvenir est la modération, rejoignant ainsi la devise delphique μηδέν ἄγαν.

### Esthétique

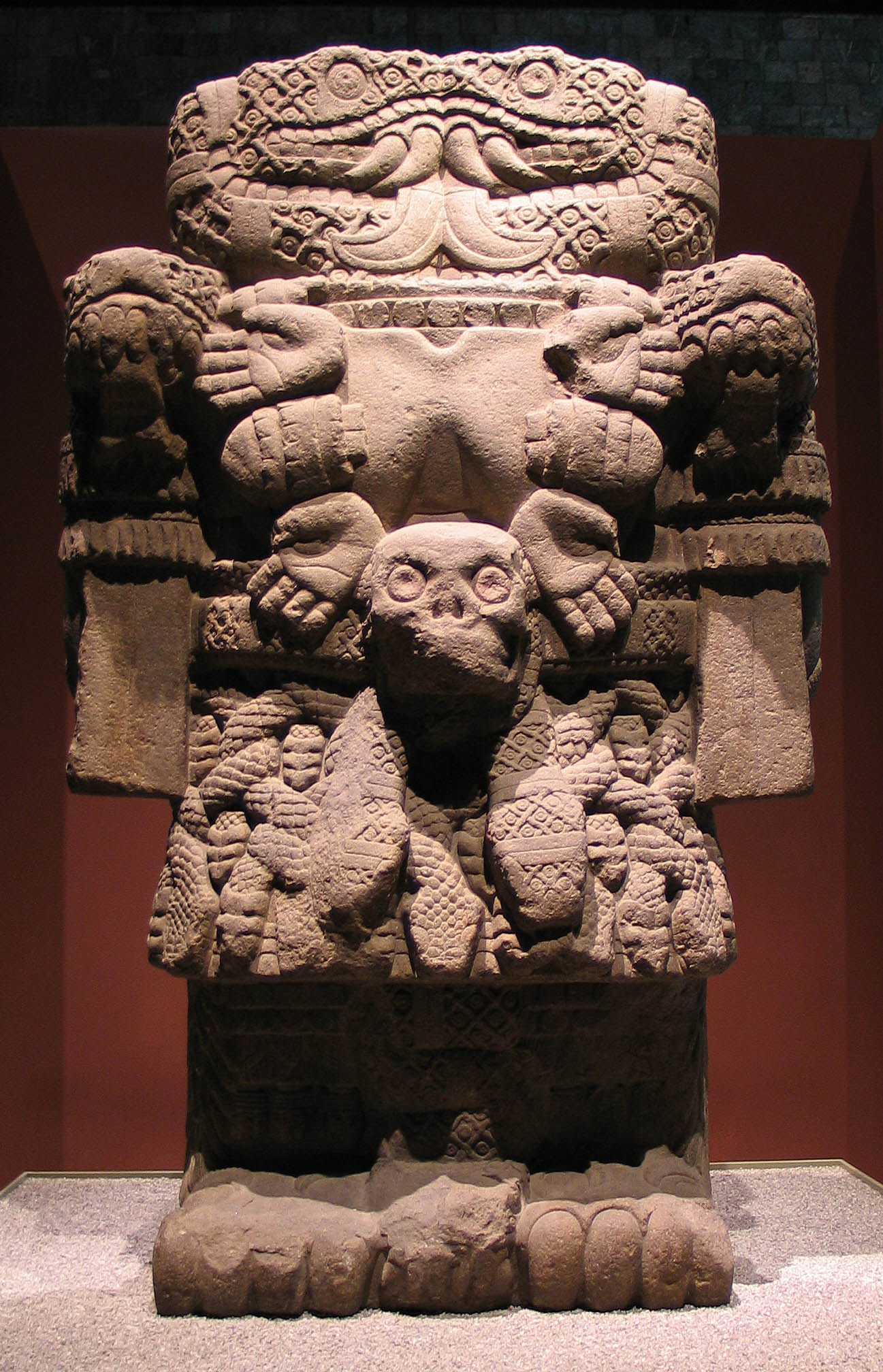
Le monolithe de Coatlicue (Musée national d'anthropologie, Mexico).

Les aztèques désignaient l'activité artistique par l'expression « In xochitl in cuicatl » (fleurs et chants). Elle consiste dans la composition et l’interprétation de poèmes, l’écriture et la peinture, la musique, le travail du plumage et l'orfèvrerie. Toutefois, l’art n’est pas destiné à la pure contemplation et n'a pas de valeur intrinsèque. L'esthétique aztèque considère que la valeur d’une œuvre artistique réside dans sa capacité à révéler teotl dans une représentation authentique. Les œuvres d'art doivent représenter fidèlement l'équilibre et la pureté de teotl, en étant elles-mêmes équilibrées et pures. L'artiste accompli doit être moralement élevé et avoir une connaissance profonde de teotl. La beauté de l’art doit élever le public psychologiquement, physiquement et moralement. Elle doit favoriser l'équilibre et la pureté psychologiques et physiques, la droiture morale et la bonne compréhension du teotl et aider les êtres humains à atteindre des degrés plus élevés d'humanité et de bien-être.